# Японская Википедия
Япо́нская Википе́дия (яп. ウィキペディア日本語版 Уикипэдиа Нихонгобан) — раздел Википедии на японском языке. Открыт 11 мая 2001 года.  По состоянию на 12 августа 2025 года японский раздел Википедии содержит 1 469 120 статей, занимая  13 место по количеству статей среди всех разделов.

## История

### Количественные достижения
- 12 февраля 2003 года — 1000 статей
- 23 марта 2003 года — 5000 статей
- 15 июня 2003 года — 10 000 статей
- январь 2004 года — 30 000 статей
- 26 мая 2004 года — 50 000 статей
- сентябрь 2004 года — 75 000 статей
- 11 февраля 2005 года — 100 000 статей
- 9 апреля 2006 года — 200 000 статей
- 15 декабря 2006 года — 300 000 статей
- 10 августа 2007 года — 400 000 статей
- 25 июня 2008 года — 500 000 статей
- 8 июля 2009 года — 600 000 статей
- 31 августа 2010 года — 700 000 статей
- 22 мая 2011 года — 750 000 статей
- 3 апреля 2012 года — 800 000 статей
- 4 сентября 2013 года — 50 млн правок
- 15 марта 2014 года — 900 000 статей
- 24 февраля 2015 года — 55 555 555 правок
- 19 января 2016 года — 1 000 000 статей
- 22 марта 2018 года — 1 100 000 статей
- 13 апреля 2020 года — 1 200 000 статей
- 12 ноября 2021 года — 1 300 000 статей.

### Хронология
В марте 2001 года в развитие англоязычного раздела были созданы 3 раздела Википедии на других языках, включая японский. Изначально адрес японской Википедии был nihongo.wikipedia.com и все статьи были напечатаны латиницей потому, что интерфейс не предусматривал японские символы. На главной странице были предприняты первые попытки создания вертикального текста.
Первая статья называлась «Nihongo No Funimekusu» (что, вероятно, некорректно: видимо, это должно было означать onso taikei, яп. 音素体系). До конца декабря 2001 года в разделе были всего две статьи.
1 сентября 2002 года программное обеспечение хостинга Википедии была обновлено до версии «Phase III», и статьи были перенесены из старой версии в новую. Можно проследить изменения, внесённые в статьи с того времени. История правок старых статей показывает, что некоторые из них были созданы участниками, для которых японский не является родным языком. В том же месяце начался перевод интерфейса на японский язык. К концу 2002 года были переведены страницы с описанием процесса редактирования и лицензии GNU Free Documentation License. В середине декабря было около 10 зарегистрированных пользователей, число статей также было порядка 10. Основная тематика ранних статей — японская культура, язык, география и программирование.
31 января 2003 года онлайн-журнал «Wired News» (японская версия) написал о Википедии. После этого число участников начало возрастать, что естественно сказалось на появлении новых страниц и скорости прироста их количества. 12 февраля 2003 года была написана 1000-я статья. После этого Slashdot Japan опубликовал рассказ о японской Википедии. Через несколько дней после этого количество участников удвоилось. После этого начали появляться различные статьи, в том числе по физике, биологии, IT, литературе, музыке, о манге, играх и знаменитостях.
15 июля 2003 года японская Википедия преодолела символический порог в 10 000 статей. Это произошло через 4 месяца и 3 дня после написания 1000-й статьи — значительно быстрее, чем это происходило в английской Википедии. Дальнейший рост японской Википедии был довольно интенсивным. Главной движущей силой резкого увеличения количества статей оказалось большое число ссылок на термины Википедии в новостях Yahoo! Japan, благодаря чему японский раздел по числу статей вышел на третье место. Однако продержался он там недолго. 
В сентябре 2004 году японская Википедия получила премию «2004 Web Creation Award Web-Person Special Prize».
В июле 2005 года французский раздел потеснил его с третьего места. 
4 июня 2006 года польский раздел, благодаря ботозаливкам, оттеснил японский и с четвёртой строчки. 
Длительное время, по количеству статей являлась пятой среди языковых разделов, после английской, немецкой, французской, польской. Затем Японская Википедия стала постепенно уступать позиции другим разделам.  
В декабре 2009 года по числу статей стала шестой, уступив место итальянской Википедии, в марте 2011 года переместилась на седьмое место, так как её обогнала испанская. В сентябре 2011 года японская Википедия уступила седьмое место русской Википедии. 21 октября 2011 года японский раздел был опережён голландским и занял 9 место. 
В 2011 году японский языковой раздел находился на втором месте по посещаемости, уступая лишь английскому.
17 марта 2013 года занял 10 место, уступив шведской Википедии в результате массовой ботозаливки последней. 
29 января 2014 года японская Википедия обогнала себуанскую Википедию и с двенадцатого поднялась на одиннадцатое место.

## Статистика
По состоянию на 12 августа 2025 года японский раздел Википедии содержит 1 469 120 статей. Зарегистрировано 2 375 789 участников, из них 28 859 совершили какое-либо действие за последние 30 дней, а 40 участников имеют статус администратора. Общее число правок составляет 105 759 114.
Занимает 13 место по количеству статей среди всех разделов.

## Особенности

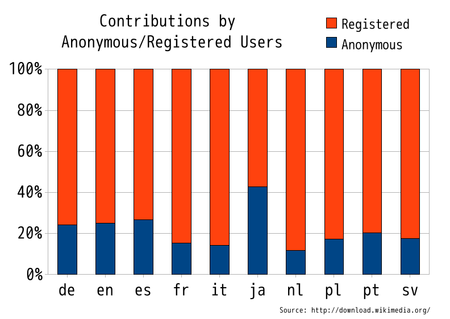
Японская Википедия имеет наибольшее количество анонимных правок по сравнению с другими крупными языками Википедии

В японской Википедии действуют необычайно строгие, по сравнению с другими разделами, правила, касающиеся защиты авторских прав.
- Запрещены изображения, загружаемые на условиях добросовестного использования.
- Материалы, нарушающие авторские права, не могут храниться в архиве. Страницы с такими текстами временно удаляются.
- Цитирование без крайней необходимости не поощряется.
- В случае обнаружения участниками нарушений авторских прав в фрагменте статьи сокрытию из общего доступа подлежит не только обнаруженный фрагмент, но и все версии статьи, которые его содержали. Если нарушения затрагивают первую версию страницы, то текста на ней может не остаться вовсе. Из статьи может быть удалён материал, которые не нарушает авторские права, поэтому вносить какие-либо изменения в статью с нарушением не рекомендуется до окончания разбирательства[6].
- Правила японской Википедии приводятся в соответствие с конституцией Японии. Например, во время обсуждения возможного сокрытия вандализированных версий статьи о Токийском метрополитене, в которую были внесены ссылки на эротические материалы, одним из основных аргументов за сокрытие послужила 175 статья конституции[7].
- Статьи, содержащие имена частных лиц, удаляются, если только человек не является общественным деятелем. Например, в статье о похищенном японском туристе Сёсэе Коде не названо его имя.
- Войны правок категорически осуждаются. Страница может быть защищена после трёх или четырёх таких правок. Статьи на злободневные темы защищены практически всегда.
- Вклад IP-пользователей является высоким по сравнению с другими крупными языковыми разделами Википедии.
- Японская Википедия имеет наименьшее количество администраторов из активных пользователей (всего 0,54 %).
- Подчёркивается, что Википедия — не информационный бюллетень, препятствуются изменения на текущие события.
- Администраторы негативно реагируют на случаи большого количества мелких правок, внесённых в статью в течение короткого периода времени.

Для всех статей в японской Википедии доступен также домен третьего уровня jp, который, впрочем, перенаправляет на ja. Например, https://jp.wikipedia.org → https://ja.wikipedia.org.
По оценкам «Нью-Йорк Таймс», подавляющую часть японской Википедии составляют статьи о поп-культуре: кино, мультфильмах, музыке, комиксах. В мае 2007 года журналисты сравнили японский раздел по атмосфере и манере общения между пользователями с имиджбордами вроде 2ch.net.